# Ключник Діана Володимирівна
Діа́на Володи́мирівна Клю́чник — українська стрибунка на батутах.
Вихованка Одеської ДЮСШ-1, з 6 років займається стрибками на батуті.

## Спортивні досягнення
- бронзова призерка юніорського чемпіонату Європи 2012 року,
- листопадом 2013 року у синхронних стрибках з Наталією Москвіною на чемпіонаті світу в Софії здобули бронзові нагороди,